# Taylor Ferry
Taylor Ferry est une census-designated place du comté de Wagoner, dans l'État d'Oklahoma, aux États-Unis. En 2020, elle compte une population de 819 habitants.